# Tonga op de Olympische Zomerspelen 2020
Tonga nam deel aan de Olympische Zomerspelen 2020 in Tokio, Japan.

## Atleten
| sport         | mannen | vrouwen | totaal |
| ------------- | ------ | ------- | ------ |
| Atletiek      | 1      | 0       | 1      |
| Gewichtheffen | 0      | 1       | 1      |
| Taekwondo     | 1      | 1       | 2      |
| Zwemmen       | 1      | 1       | 2      |
| totaal        | 3      | 3       | 6      |

## Deelnemers en resultaten

### Atletiek
Mannen
Loopnummers
| atleet          | onderdeel | series   | series | kwartfinale    | kwartfinale    | halve finale   | halve finale   | finale         | finale         |
| atleet          | onderdeel | tijd     | rang   | tijd           | rang           | tijd           | rang           | tijd           | rang           |
| --------------- | --------- | -------- | ------ | -------------- | -------------- | -------------- | -------------- | -------------- | -------------- |
| Ronald Fotofili | 100 m     | 11,19 SB | 8      | niet geplaatst | niet geplaatst | niet geplaatst | niet geplaatst | niet geplaatst | niet geplaatst |

### Gewichtheffen
Vrouwen
| atlete          | onderdeel | trekken | trekken | stoten | stoten | totaal | rang |
| atlete          | onderdeel | score   | rang    | score  | rang   | totaal | rang |
| --------------- | --------- | ------- | ------- | ------ | ------ | ------ | ---- |
| Kuinini Manumua | +87 kg    | 103     | 8       | 125    | 9      | 228    | 8    |

### Taekwondo
Mannen
| atleet          | onderdeel | eerste ronde         | kwartfinale          | halve finale         | herkansing           | finale / BM          | finale / BM |
| atleet          | onderdeel | tegenstander uitslag | tegenstander uitslag | tegenstander uitslag | tegenstander uitslag | tegenstander uitslag | rang        |
| --------------- | --------- | -------------------- | -------------------- | -------------------- | -------------------- | -------------------- | ----------- |
| Pita Taufatofua | +80 kg    | Larin V 3 - 24       | niet geplaatst       | niet geplaatst       | Trajkovič V 1 - 22   | niet geplaatst       | 7           |

Vrouwen
| atlete       | onderdeel | eerste ronde         | kwartfinale          | halve finale         | herkansing           | finale / BM          | finale / BM |
| atlete       | onderdeel | tegenstander uitslag | tegenstander uitslag | tegenstander uitslag | tegenstander uitslag | tegenstander uitslag | rang        |
| ------------ | --------- | -------------------- | -------------------- | -------------------- | -------------------- | -------------------- | ----------- |
| Malia Paseka | -67 kg    | Williams V RSC       | niet geplaatst       | niet geplaatst       | Malak V 0 - 19       | niet geplaatst       | 7           |

### Zwemmen
Mannen
| atleet      | onderdeel        | series | series | halve finale   | halve finale   | finale         | finale         |
| atleet      | onderdeel        | tijd   | rang   | tijd           | rang           | tijd           | rang           |
| ----------- | ---------------- | ------ | ------ | -------------- | -------------- | -------------- | -------------- |
| Amini Fonua | 100 m schoolslag | DSQ    | DSQ    | niet geplaatst | niet geplaatst | niet geplaatst | niet geplaatst |

Vrouwen
| atlete      | onderdeel       | series | series | halve finale   | halve finale   | finale         | finale         |
| atlete      | onderdeel       | tijd   | rang   | tijd           | rang           | tijd           | rang           |
| ----------- | --------------- | ------ | ------ | -------------- | -------------- | -------------- | -------------- |
| Noelani Day | 50 m vrije slag | 29,06  | 63     | niet geplaatst | niet geplaatst | niet geplaatst | niet geplaatst |